# Bildtafel der Verkehrszeichen in Kambodscha

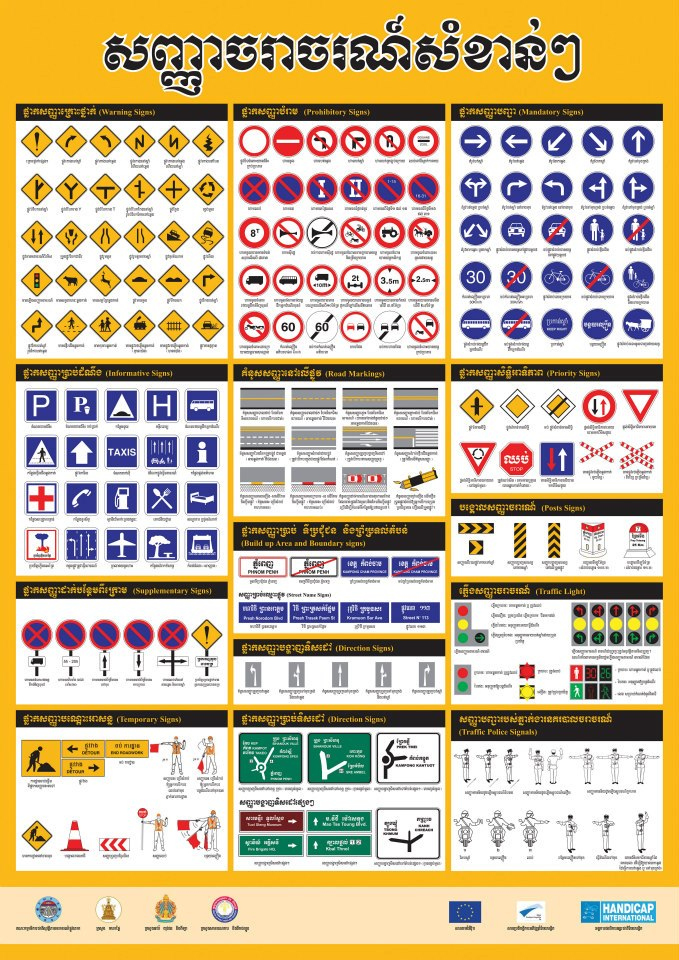
Kambodschanische Verkehrszeichen in Khmer-Sprache

Die Verkehrszeichen in Kambodscha (Khmer: ឧបសម្ព័ន្ធស្តីពីសញ្ញាចរាចរផ្លូវគោក) sind standardisiert und ähneln jenen in Europa und in mehreren südamerikanischen Ländern.

## Verbots- oder Beschränkungszeichen

Linksabbiegen ist verboten
Rechtsabbiegen ist verboten
Wenden ist verboten
Einfahrt verboten
Für alle Fahrzeuge geschlossen
Für alle Verkehrsteilnehmer gesperrt
Gesamtgewichtsgrenze
Gewichtsbegrenzung auf einer Achse
Höhenbegrenzung
Breitenbegrenzung
Längenbegrenzung
Keine Einfahrt für Fahrräder, Motorräder oder Fahrradtaxis
Keine Einfahrt für Motorräder
Keine Einfahrt für PKW
Keine Einfahrt für große LKW
Keine Einfahrt für Großbusse
Keine Einfahrt für Motorräder oder PKW
Keine Einfahrt für Fahrräder
Parken verboten
Haltverbot
Kein Parken vom 1. bis 15. Tag des Monats
Kein Parken vom 16. bis 31. Tag des Monats
Kein Parken an ungeraden Tagen
Kein Parken an geraden Tagen
Überholverbot
Ende des Überholverbots
Kein Überholen für LKWs
Ende des Überholverbots für LKW
LKW-Überholverbot für LKW
Ende des LKW-Überholverbots
Hupen verboten
Ende des Hupverbots
Keine Einfahrt für Motorräder mit Anhänger
Keine Einfahrt für Fuhrwerke
Keine Einfahrt für Handwagen
Keine Einfahrt für Traktoren
Keine Einfahrt für gezogene Anhänger
Mindestabstand für leichte Fahrzeuge
Mindestabstand für LKW
Keine Einfahrt für Fahrzeuge mit brennbarer oder explosiver Ladung
Höchstgeschwindigkeitsbegrenzung
Ende der Höchstgeschwindigkeitsbegrenzung
Halten Sie an der Zollstation an
Halten Sie an der Polizeistation an
Halten Sie an der Militärpolizeistation an

## Gebotszeichen

Rechts weitergehen
Links weitergehen
vorgeschriebene Fahrtrichtung – rechts
vorgeschriebene Fahrtrichtung – links
Vorgeschriebene Fahrtrichtung – geradeaus oder nach rechts
Vorgeschriebene Fahrtrichtung – geradeaus oder nach links
vorgeschriebene Fahrtrichtung – rechts
vorgeschriebene Fahrtrichtung – links
Vorgeschriebene Fahrtrichtung – nach rechts oder nach links
vorgeschriebene Fahrtrichtung – geradeaus
Fahrstreifen für PKW
Fahrstreifen für Fuhrwerke
Gehweg
Ende des Gehweges
Gemeinsamer Geh- und Radweg
Ende des gemeinsamen Geh- und Radweges
Mindestgeschwindigkeit
Ende der Mindestgeschwindigkeit
Busfahrstreifen
Ende des Busfahrstreifens
Radweg
Ende des Radweges
Halten Sie sich rechts
Verlangsamen

## Vorrangzeichen

Halt! Vorfahrt gewähren!
Vorfahrt gewähren!
Vorfahrt gewähren! Kreisverkehr
Vorfahrt
Vorfahrtstraße
Ende der Vorfahrtstraße
Vorrang des Gegenverkehrs
Vorrang vor dem Gegenverkehr
Bahnübergang mit einem Gleis
Bahnübergang mit zwei oder mehr Gleisen

## Gefahrenzeichen

Gefahrenstelle
Kurve (rechts)
Kurve (links)
Doppelkurve (zunächst rechts)
Doppelkurve (zunächst links)
Gewundene Straße
Straßenkreuzung rechts
Straßenkreuzung links
Y-Kreuzung
T-Kreuzung
Straßenkreuzung links
Straßenkreuzung rechts
Gestaffelte Kreuzung
Gestaffelte Kreuzung
Kreuzung
Kreisverkehr
Gegenverkehr
Verengte Fahrbahn
Einseitig (links) verengte Fahrbahn
Einseitig (rechts) verengte Fahrbahn
Scharfe Rechtskurve
Scharfe Linkskurve
Scharfe Rechtskurve und Linkskurve
Scharfe Linkskurve und Rechtskurve
Bahnübergang auf der rechten Straße
Bahnübergang auf der linken Straße
Bahnübergang mit Schranken oder Halbschranken
Unbeschrankter Bahnübergang
Steigung
Gefälle
Bremsschwelle
Unebene Fahrbahn
Kinder
Fußgängerübergang
Menschen mit Behinderungen beim Überqueren
Viehtrieb
Wildwechsel
Schleuder- oder Rutschgefahr
Steinschlag
Splitt, Schotter
Seitenwind
Lichtzeichenanlage
Stoppschild voraus
Vorfahrtszeichen voraus
Geteilte Straße voraus
Ende der geteilten Straße
Flugbetrieb
Radfahrer
Ufer

## Temporäre Verkehrszeichen

Baustelle
Baustelle
Splitt, Schotter
Ende der Baustelle

## Informationszeichen

Parkplatz
Fußgängerüberweg
Bremsschwelle
Fähre
Krankenhaus
Touristeninformation
Tankstelle
Sackgasse
Sackgasse (rechts)
Sackgasse (links)
Autobahn
Ende der Autobahn
Einbahnstraße